# EgyptSat 2
EgyptSat 2, ou MisrSat 2, est le second satellite du programme spatial égyptien après EgyptSat 1. Il a été lancé le 16 avril 2014 à 16:20 GMT depuis le cosmodrome de Baïkonour.
Il s'agit d'un satellite de télédétection avec une résolution de un mètre en panchromatique, et quatre mètres en multispecral. Il comprend un module expérimental de traitement d'image à tolérance de panne basé sur un FPGA.
Devant fonctionner 11 ans, il cesse de communiquer un an plus tard, le 14 avril 2015 et est considéré comme perdu depuis.
Il doit être remplacé par EgyptSat A, une version améliorée.